# Nueva Zelanda en los Juegos Paralímpicos de Pekín 2022
Nueva Zelanda estuvo representada en los Juegos Paralímpicos de Pekín 2022 por tres deportistas masculinos.

## Medallistas
El equipo paralímpico neozelandés obtuvo las siguientes medallas:
| Nombre       | Deporte      | Evento                          |
| ------------ | ------------ | ------------------------------- |
| Oro          |              |                                 |
| Corey Peters | Esquí alpino | Descenso sentado masculino      |
| Plata        |              |                                 |
| Corey Peters | Esquí alpino | Supergigante sentado masculino  |
| Bronce       |              |                                 |
| Adam Hall    | Esquí alpino | Eslalon de pie masculino        |
| Adam Hall    | Esquí alpino | Supercombinada de pie masculino |